# Monias benschi
Monias benschi là một loài chim trong họ Mesitornithidae.